# نلی آرکان
نلی آرکان یک نویسنده کانادایی بود.
اولین کتاب ارکان به نام Putain ۲۰۰۱ (فاحشه) با موفقیت زیادی روبرو شد و در مرحله فینال جوایز Prix Médicis و Prix Fémina حضور یافت. شباهت بسیاری بین شخصیت اصلی کتاب به نام سینتیا و تجربه شخصی ارکان به عنوان یک کارگر جنسی حرفه‌ای وجود دارد.
جسد ارکان در اپارتمانش واقع در مونترال در ۲۴ سپتامبر سال ۲۰۰۹ در حالت حلق‌آویز پیدا شد. وی حدود ۳ هفته پیشتر یک اقدام به خود کشی ناموفق را تجربه کرده بود.